# Danh sách thành phố Honduras

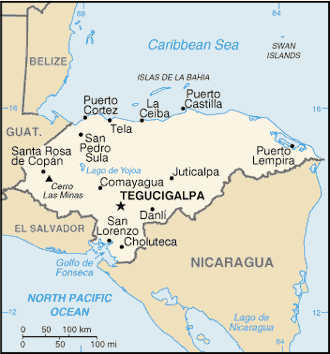
Bản đồ Honduras

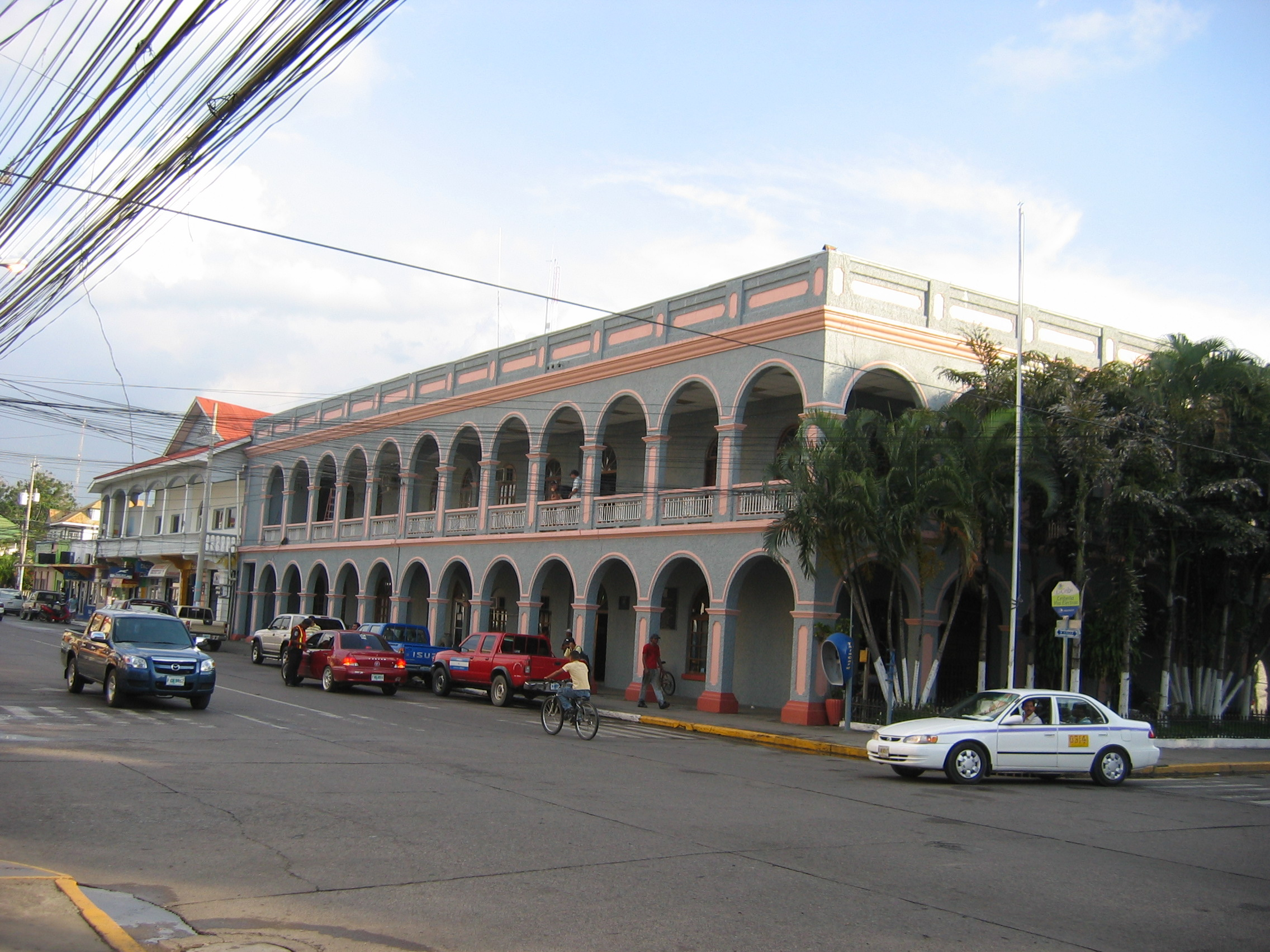
La Ceiba

Choluteca

Dân số dựa vào ước tính năm 2010.
| Hạng | Thành phố           | Dân số    | Departmento       |
| ---- | ------------------- | --------- | ----------------- |
| 1    | Tegucigalpa         | 1,086,641 | Francisco Morazán |
| 2    | San Pedro Sula      | 638,259   | Cortés            |
| 3    | Choloma             | 222,828   | Cortés            |
| 4    | La Ceiba            | 174,006   | Atlántida         |
| 5    | El Progreso         | 131,125   | Yoro              |
| 6    | Choluteca           | 93,598    | Choluteca         |
| 7    | Comayagua           | 75,281    | Comayagua         |
| 8    | Puerto Cortés       | 60,751    | Cortés            |
| 9    | La Lima             | 59,030    | Cortés            |
| 10   | Danlí               | 56,968    | El Paraíso        |
| 11   | Siquatepeque        | 55,490    | Comayagua         |
| 12   | Catacamas           | 44,198    | Olancho           |
| 13   | Juticalpa           | 44,183    | Olancho           |
| 14   | Tocoa               | 43,217    | Colón             |
| 15   | Villanueva          | 41,956    | Cortés            |
| 16   | Tela                | 35,178    | Atlántida         |
| 17   | Olanchito           | 35,110    | Yoro              |
| 18   | Santa Rosa de Copán | 34,390    | Copán             |
| 19   | San Lorenzo         | 27,842    | Valle             |
| 20   | Cofradía            | 18,011    | Cortés            |
| 21   | El Paraíso          | 17,412    | El Paraíso        |
| 22   | La Paz              | 15,889    | La Paz            |
| 23   | Yoro                | 14,069    | Yoro              |
| 24   | La Entrada          | 13,949    | Copán             |
| 25   | Potrerillos         | 13,900    | Cortés            |
| 26   | Santa Bárbara       | 13,896    | Santa Bárbara     |
| 27   | Talanga             | 13,533    | Francisco Morazán |
| 28   | Nacaome             | 12,972    | Valle             |
| 29   | Santa Rita          | 12,111    | Yoro              |
| 30   | Intibucá            | 11,995    | Intibucá          |
| 31   | Guaimaca            | 11,101    | Francisco Morazán |
| 32   | Morazán             | 10,205    | Yoro              |
| 33   | Trujillo            | 8,541     | Colón             |
| 34   | Nueva Ocotepeque    | 8,297     | Ocotepeque        |
| 35   | Gracias             | 6,716     | Lempira           |
| 36   | Coxen Hole (Roatán) | 6,498     | Bay Islands       |
| 37   | La Esperanza        | 4,978     | Intibucá          |
| 38   | Puerto Lempira      | 3,955     | Gracias a Dios    |
| 39   | Yuscarán            | 2,340     | El Paraíso        |